# 小野塚康之
小野塚 康之（おのづか やすゆき、1957年5月23日 - ）は、日本のフリーアナウンサー。元NHKアナウンサー（1980年 - 2019年）。
野球を中心としたスポーツ中継を主に担当している。

## 人物
東京都大田区出身。学習院高等科を経て学習院大学卒業後、1980年（昭和55年）NHK入局。初任地は鳥取放送局で、以後金沢放送局、札幌放送局、大阪放送局、東京アナウンス室、大阪放送局、東京アナウンス室、福岡放送局（2003年 - 2007年）、大阪放送局、広島放送局、神戸放送局を経て、2016年6月23日から大阪放送局に勤務、日本プロ野球・高校野球を中心に、スポーツ中継の実況を長年にわたって担当した。特に高校野球の中継においては、テレビ・ラジオを合わせて300以上の試合で実況を担当した。また、1992年アルベールビルオリンピックや2002年ソルトレイクシティオリンピックの期間中には、NHK代表の実況アナウンサーとして、ジャパンコンソーシアムに派遣された。
NHKの定年規定によって、60歳に達した2017年6月に定年で退職した。退職後もアナウンサーとして大阪局との間で嘱託契約を締結。スポーツ中継に加えて、『助けて!きわめびと』（『ごごナマ』金曜日第1部）のMCを担当するなど、スポーツ関連以外の全国向け番組にもレギュラーで出演していた。
2019年3月にNHKとの嘱託契約を終了。以後、衛星放送やインターネット向けのプロ野球・大学野球中継で実況を専門としたフリーアナウンサーとしての活動を行っており、「実況家」の肩書きを使用している。
2023年春には宮崎県に移住し、第105回全国高校野球選手権記念宮崎大会で実況を担当した。

## 嗜好・挿話
- NHK初任地の鳥取放送局では、「野球中継がやりたい」という思いを胸に、全国高等学校野球選手権鳥取大会で、当時全国最少の参加20校全てを取材した[2]。1986年春の第58回選抜高等学校野球大会）から、全国向けの中継でも実況を担当[8]。担当した中でとりわけ記憶に残る試合として、1998年夏（第80回全国高等学校野球選手権大会）準決勝・横浜対明徳義塾戦、1999年春（第71回選抜高等学校野球大会）決勝・沖縄尚学対水戸商戦、2004年夏（第86回全国高等学校野球選手権大会）決勝・駒大苫小牧対済美戦を挙げている[6][8]。
- NHK時代から「日本野球株式会社の広報担当者」を自任。高校野球中継の実況では、「中継を見聞きしている野球ファンの少年たちに『正しい野球の考え方』を伝えたい」との思いから、「セオリー」「逆方向に打つ」といったフレーズや、高校野球をむやみに美化する表現の使用を戒めていた[9]。もっとも、高校野球中継で実況を担当した試合の直後には、負けたチームの監督にもあえて取材。その監督が持ち合わせる野球の理論や作戦を聞き出すことによって、実況の研鑽を積んでいた[10]。フリーアナウンサーへの転身後は、2019年6月開催の全日本大学野球選手権大会（J SPORTS中継分）から、学生野球中継の実況を再開している[11]。
- NHK時代には、転勤のたびに、野球場が見渡せる場所へ自宅を構えていたという[12]。神戸局へ勤務していた時期に開設していたブログにも、「甲子園（兵庫県西宮市）に終の棲家を求めた」と記していた[4]。
- アルベールビルオリンピックまでに担当したスポーツ中継の実況では、注目する選手やチームのデータを調べ上げたうえで、そのデータを放送中に蕩々と語っていたという。しかし、NHKからジャパンコンソーシアムへ一緒に派遣されていた内藤勝人が女子スピードスケートの中継で橋本聖子の滑走を端的に描写していたことを参考に、オリンピック後のスポーツ中継では内藤の実況スタイルを踏襲。事前に自分で調べたデータをあまり出さずに、言葉のトーンや間を重視しながら、聴いているだけで選手の存在感やプレーの臨場感を想起できるような実況を心掛けている[10]。
- フリーアナウンサーへの転身後初めて迎えた第101回全国高等学校野球選手権大会では、熊本朝日放送が制作する熊本大会のテレビ中継で実況を担当。甲子園球場での本大会期間中には、アナウンサーとして実況する機会はなかったものの、「元NHKアナ小野塚康之の一喜一憂」と称する観戦記を「Sponichi Annex」（『スポーツニッポン』のオンライン版）に連日寄稿していた。
- フリー転身後の2019年9月14日にナゴヤドームで催された中日ドラゴンズ対阪神タイガース戦では、DAZNで配信された中継の実況アナウンサーとして、中日の大野雄大がノーヒットノーランを達成した瞬間を伝えた。小野塚によれば、ノーヒットノーラン達成の瞬間を実況したことは、NHK時代を含めても40年間のアナウンサー生活で初めてだったという[13]。

## 現在の担当番組
いずれも実況を担当
- DAZN（中日ドラゴンズ主催の公式戦中継。尚、東海テレビ・CBCテレビ制作分の巨人戦を除く。東海テレビ制作分はフジテレビONEsmartなどでライブ配信。CBCテレビ制作分は動画配信サービスによるライブ配信は無し。）
- 日テレジータス（読売ジャイアンツ2軍主催のイースタン・リーグ公式戦中継）
- イージースポーツ（ウエスタン・リーグ公式戦中継）
- J SPORTS（全日本大学野球選手権大会・オリックス・バファローズ主催試合中継）
- TBSチャンネル2（2020年以降の横浜DeNAベイスターズ春季キャンプ中継）
- カムカムエヴリバディ（2022年1月31日「第63話・1965-1976（その1）」を皮切りに随時、高校野球中継の件における実況アナウンサー役=声のみ）
- 関西発ラジオ深夜便（第1金曜日アンカー：2023年4月7日-）

## NHK時代の担当番組
鳥取放送局時代
- 鳥取のニュース、中継、スポーツ実況他

金沢放送局時代
- 石川のニュース、中継、スポーツ実況他

札幌放送局時代
- 北海道のスポーツ実況他

福岡放送局時代
- ぐるっと8県 九州沖縄（番組スタートからしばらく金曜キャスターを担当）
- 情報ワイド福岡いちばん星（ホークスの話題がある時に電話レポートや時にスタジオ登場という形で登場）
- 福岡県・九州沖縄地方のニュース
- ニュース845福岡（不定期）

神戸放送局時代
- 兵庫ニュース845（不定期）
- ニュースKOBE発（編集責任者・北郷三穂子や和田光太郎、田代純、内藤雄介のキャスター代理）
- ぐるっと関西おひるまえ・兵庫（編責）
- スポーツ中継（高校野球中継等）
- アナウンス統括
- 神戸放送局制作番組の編集責任者

大阪放送局異動後
- かんさいニュース1番「かんさいスポーツスペクタクル」（他のスポーツアナと交替で担当）その他
- ごごナマ助けて！きわめびと（大阪放送局発 2017年4月7日 - 2019年3月）
- 助けて!きわめびと（2017年4月8日 - 2019年3月）
- NHKプロ野球他スポーツ中継（高校野球など）
- 関西のニュース
- ニュース845～関西のニュースと気象情報～（不定期）
- 関西ホットライン（不定期）主に土曜のスポーツ情報の電話インタビューに出演。
- 関西発ラジオ深夜便  毎月原則第1週の小野塚アナの一球入魂のコーナー出演（2018年4月 - ）

## フリー時代の過去の担当番組
- 全国高等学校野球選手権熊本大会（熊本朝日放送）（2019・2022・2023年）
- 全国高等学校野球選手権宮崎大会（県内CATV・宮崎放送共同制作）（2023・2024年）
- 全国高等学校野球選手権鹿児島大会（鹿児島放送）（2024年 - ）
- 祝100年！いとしの甲子園（2024年8月3日、NHKラジオ第１）[14]